# ISO 3166-2:CA
ISO 3166-2:CA là chuẩn ISO định nghĩa mã địa lý. Nó là tập con của ISO 3166-2 áp dụng cho Canada: 10 tỉnh và 3 vùng lãnh thổ. Phần thứ hai của mã là 2 ký tự Alphabe, và là ký tự viết tắt được sử dụng ở ngành bưu chính nước này. Phần thứ hai của mã là hai chữ số và chữ cái, và giống viết tắt như được sử dụng bởi Canada Post.

## Thư thông tin
- ISO 3166-2:2000-06-21
- ISO 3166-2:2002-05-21
- ISO 3166-2:2002-12-10

## Mã
| CA-AB | Alberta                   |
| CA-BC | British Columbia          |
| CA-MB | Manitoba                  |
| CA-NB | New Brunswick             |
| CA-NL | Newfoundland and Labrador |
| CA-NS | Nova Scotia               |
| CA-NT | Northwest Territories     |
| CA-NU | Nunavut                   |
| CA-ON | Ontario                   |
| CA-PE | Prince Edward Island      |
| CA-QC | Quebec                    |
| CA-SK | Saskatchewan              |
| CA-YT | Yukon Territory           |

| Provinces                 | Provinces |
| ------------------------- | --------- |
| Alberta                   | CA-AB     |
| British Columbia          | CA-BC     |
| Manitoba                  | CA-MB     |
| New Brunswick             | CA-NB     |
| Newfoundland and Labrador | CA-NL     |
| Nova Scotia               | CA-NS     |
| Ontario                   | CA-ON     |
| Prince Edward Island      | CA-PE     |
| Quebec                    | CA-QC     |
| Saskatchewan              | CA-SK     |
| Territories               |           |
| Northwest Territories     | CA-NT     |
| Nunavut                   | CA-NU     |
| Yukon Territory           | CA-YT     |